# Johnny Delgado
Johnny Delgado (28 de fevereiro de 1948 - 19 de novembro de 2009) foi um ator filipino.